# サーヴァ・マモントフ

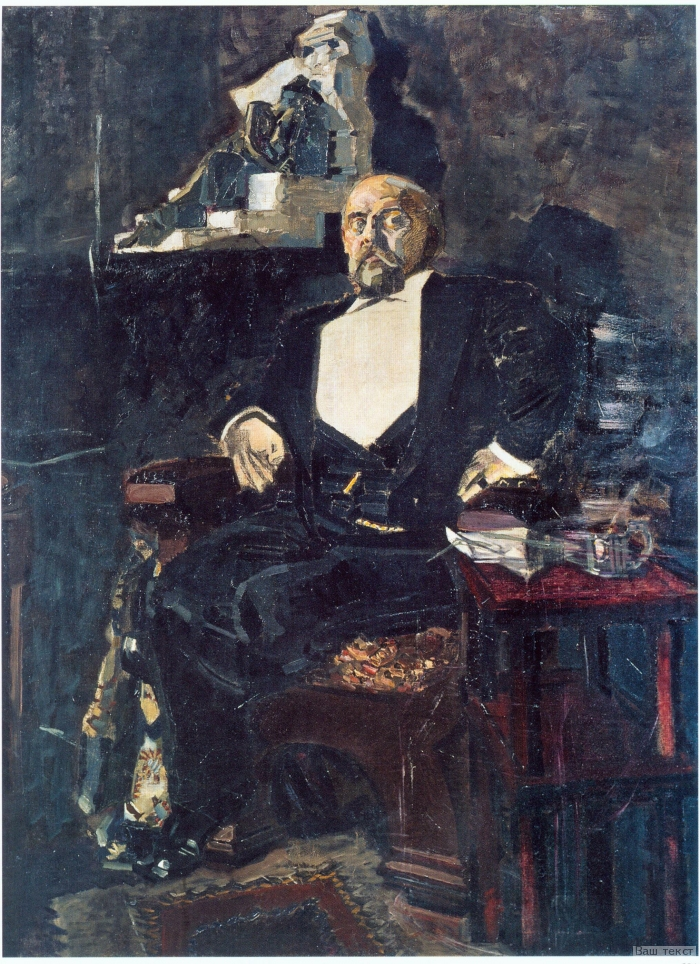
ミハイル・ヴルーベリによる肖像画（1897年。モスクワ・トレチャコフ美術館所蔵）

サーヴァ（またはサッヴァ）・イヴァノヴィチ・マモントフ（ロシア語: Са́вва Ива́нович Ма́монтов / 英語: Savva Ivanovich Mamontov,  1841年10月15日 ヤルトロフスク — 1918年4月6日 モスクワ）は19世紀ロシアの著名な資本家・実業家・興行主。「モスクワのメディチ」と呼ばれたように、篤志家や文芸愛好家として、芸術家を庇護し芸術文化の振興に寄与したが、虚偽の罪状をでっち上げられて没落に追い遣られた。

## 略歴
実業家で資本家のイヴァン・フョードロヴィチ・マモントフを父に、マリア・ティホノヴナ（旧姓ラヒーティナ）を母に現在のチュメニ州に生まれる。1841年に家族に連れられモスクワに移り、1852年より帝都ペテルブルクに学んだ後モスクワ大学に進んだ。1861年にイタリアを訪れて声楽の学習を始める。同地でモスクワ出身の商人グリゴリー・サポジュニコフの17歳の娘、エリザヴェータを紹介される。1865年にモスクワ北西部のキレエーヴォ（ヒムキ近郊）においてエリザヴェータと結婚式を挙げた。
1869年にモスクワとヤロスラヴリを結ぶ鉄道の総裁に就任し、1876年から1882年までドネツク鉄道の開通にも関与した。1870年に、モスクワ北部に位置するアブラムツェヴォに別荘を購入し、19世紀末のロシアで著名になった画家や彫刻家（コンスタンチン・コロヴィン、ミハイル・ネステロフ、イリヤ・レーピン、ワシーリー・ポレーノフ、ヴァレンチン・セーロフ、ミハイル・ヴルーベリ、ヴァスネツォフ兄弟、マルク・アントコリスキー、ヴィクトル・ガルトマンら）を加えて「美術家連盟」を設立した。この芸術家村は、1870年代から1880年代にかけて、中世ロシア美術の特色や精神を再興する目論見で開設され、手作りの家具・工芸品や瀬戸物のタイル、ロシアの伝統的なイメージや主題が描かれた絹織物を生産するために、いくつかの工房も設けられていた。
マモントフはロシア・オペラ界の庇護者でもあり、「ロシア私設歌劇場」を開いてピョートル・チャイコフスキーやニコライ・リムスキー＝コルサコフ、アレクサンドル・ボロディン、モデスト・ムソルグスキーらのロシア人オペラ作曲家を援助した。この私設歌劇場は偉大なロシアの声楽家であるフョードル・シャリアピンを輩出したほか、交響曲第1番の失敗後に作曲への意欲を失っていたセルゲイ・ラフマニノフに指揮者として活動する場を与えたことでも知られている。ロシア民話に基づく演劇やオペラ（たとえばリムスキー＝コルサコフの歌劇《雪娘》）の公演は、ヴァスネツォフ兄弟やヴルーベリらロシアの傑出した画家の舞台美術を得て、コンスタンチン・スタニスラフスキーによってアブラムツェヴォにおいて制作された。ロシア私設歌劇場は、マモントフによる芸術界への主要な貢献の一つである。マモントフは、舞台監督や指揮者、声楽教師として自ら舞台に立った。
マモントフの私設歌劇場は、地方での成功に引き続き、大都市モスクワでも大成功を収めた。しかしながら好事魔多し、ヤロスラヴリ鉄道の線路の敷設にからんで公金横領の冤罪で告発され、不法に逮捕されて投獄された。

## 評価

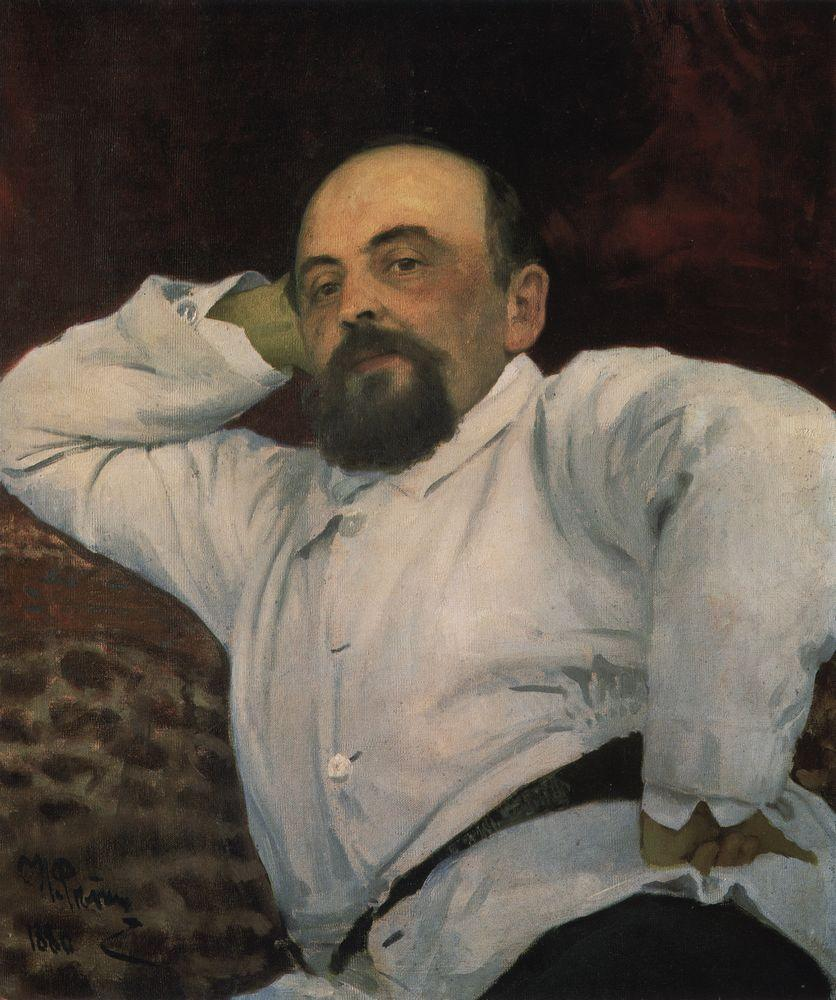
イリヤ・レーピンによる肖像画（1880年）

- 「私はなるほど裕福だが、金は人のためにあるのであって、人が金のためにあるのではないと信じるから、すべてを投げ出したのだ。生活なくして金は無用だ。」（マモントフ本人の日記から）
- 「同時代の人間は、サーヴァ・マモントフを『壮麗なるサーヴァ』と呼んでロレンツォ・デ・メディチ公になぞらえた。だがサーヴァ・マモントフは文芸の庇護者であるばかりか、実業家でもあって、ロシア国内の経済や芸術に同じように大きく貢献したのであった。」（ロシアのジャーナリズムにおける評価）

## 参考資料
- Arenzon, E. Savva Mamontov. Moskva, "Russkaia kniga", ©1995. ISBN 5-268-01445-5 (in Russian)
- Bakhrevskii, V. A: Savva Mamontov. Moscow,  Molodaia Gvardiia, 2000, 513 p. [15 ill.] ISBN 5-235-02403-6 (in Russian)